# Арапли
Арапли (грч. Νέα Μαγνησία, Неа Магнисија) је насељено место у општини Делта у периферији Средишња Македонија, Грчка. Према попису из 2021. године било је 4.088 становника.
Према бугарском географу и историчару, Василу Канчову, у Араплију је 1900. године живело 155 Словена хришћана. Село је на попису из 1920. године имало 413 становника, од којих су део били грчки колонисти. После 1922. године насељено је 285 караманлијских и 41 грчка избегличка породица из Турске, укупно 1.489 особа. Због притиска досељеника део словенских породица се принудно иселио у Бугарску, око 15 особа. На попису из 1928. године Арапли је имао 1.800 становника.